# Andrey Zeits
Andrey Zeïts - en russe : Андрей Зейц et en anglais : Andrey Zeits - , né le 14 décembre 1986 à Pavlodar, est un coureur cycliste kazakh.

## Biographie
Andrey Zeits devient professionnel en 2008 dans l'équipe kazakhe Astana. Il est cette année-là vice-champion du Kazakhstan du contre-la-montre.
Il parvient, lors de sa première course de la saison 2011, à empocher la deuxième place au classement général du Tour de Turquie, sa première course après une opération du genou.
Deux mois plus tard, il termine, grâce à de bonnes aptitudes de grimpeur, quinzième du Critérium du Dauphiné et décroche ainsi une place aux côtés d'Alexandre Vinokourov pour le Tour de France.
Durant celui-ci il confirme avec, lors de la quatorzième étape, une seizième place au Plateau de Beille à moins de deux minutes des grands favoris de la course, tels Andy Schleck, Cadel Evans et Alberto Contador.
Il continue au sein de l'équipe Astana, avec toujours un rôle d'équipier, notamment en montagne.
Fin 2015, il remporte la huitième étape du Tour de Hainan et termine deuxième du classement général de cette course disputée sur le territoire chinois.
Il ne dispute qu'une seule course en 2020, le Tour d'Andalousie (11e du classement général) sous ses nouvelles couleurs de Mitchelton-Scott. Sa saison est ensuite perturbée par la pandémie de Covid-19, des blessures et maladies. Il commence sa saison 2021 le 7 mars sur le GP de l'industrie et de l'artisanat de Larciano. Deux semaines plus tard, il se fracture une vertèbre sur la première étape de la Semaine internationale Coppi et Bartali. Il reprend la compétition le 30 mai lors du Critérium du Dauphiné.
Il met un terme à sa carrière de coureur en décembre 2023.

## Palmarès
- 2006
  - 4e étape du Tour de la Vallée d'Aoste
- 2007
  - 10e du championnat du monde sur route espoirs
- 2008
  - 2e du championnat du Kazakhstan contre-la-montre
- 2009
  - 3e du championnat du Kazakhstan contre-la-montre
- 2011
  - 2e du Tour de Turquie
- 2013
  - 1re étape du Tour d'Espagne (contre-la-montre par équipes)
- 2014
  - 3e du Tour de Hainan
- '2015
  - 8e étape du Tour de Hainan
  - 2e du Tour de Hainan
- 2016
  - 8e du Tour de Pologne
  - 8e de la course en ligne des Jeux olympiques
- 2017
  -  Champion d'Asie du contre-la-montre par équipes
- 2023
  - Tour de Kyushu : 
    - Classement général
    - 2e étape

## Résultats sur les grands tours

### Tour de France
3 participations
- 2011 : 45e
- 2017 : 44e
- 2022 : 39e

### Tour d'Italie
9 participations
- 2009 : 35e
- 2012 : 85e
- 2013 : 106e
- 2014 : 102e
- 2015 : 59e
- 2016 : 33e
- 2017 : 63e
- 2018 : 67e
- 2019 : 26e

### Tour d'Espagne
9 participations
- 2010 : 103e
- 2012 : 52e
- 2013 : 81e, vainqueur de la 1re étape (contre-la-montre par équipes)
- 2014 : 50e
- 2015 : 68e
- 2016 : 31e
- 2018 : 52e
- 2021 : 44e
- 2023 : 46e

## Classements mondiaux
| Année                                 | 2016  | 2017  | 2018 | 2019 | 2020 | 2021 | 2022 | 2023 |
| ------------------------------------- | ----- | ----- | ---- | ---- | ---- | ---- | ---- | ---- |
| UCI World Tour                        | 118e  | 194e  | 271e |      |      |      |      |      |
| Classement mondial                    | 215e  | 633e  | 487e | 528e | 947e | 813e | 261e | 434e |
| UCI Europe Tour                       | 1586e | 1261e | 864e |      |      |      |      |      |
| UCI Asia Tour                         | nc    | 309e  | 137e | 18e  | 48e  | 21e  | 6e   | 21e  |
| UCI America Tour                      | 26e   | nc    | nc   |      |      |      |      |      |
|                                       |       |       |      |      |      |      |      |      |
| Légende : nc = non classéSource : UCI |       |       |      |      |      |      |      |      |